# تودوروکی (ستاگایا-کو)

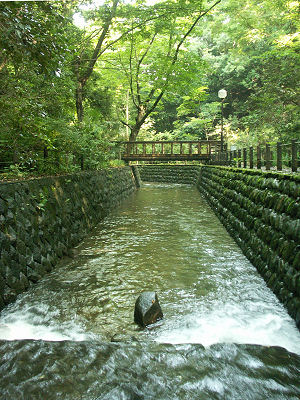
رودخانهٔ یازاواگاوا.

رود یازاواگاوا (به ژاپنی: 等々力 (世田谷区)) نام یک منطقه لوکس و از نظر قیمت زمین گران‌قیمت در ستاگایا-کو، توکیو در توکیو پایتخت کشور ژاپن است. رود یازاواگاوا که از رود تاما منشعب می‌شود در این بخش جاری است.
تودوروکی تنها دره را در ۲۳ بخش توکیو دارد، که به نام دره تودوروکی (تودوروکی کی کُوکو) شناخته می‌شود. از ایستگاه تودوروکی تا دره تودوروکی از طریق پل حدود ۲ دقیقه پیاده‌روی طول می‌کشد. رود یازاواگاوا در سمت غرب جریان دارد و این رودخانه دره ای را تشکیل می‌دهد.
در این دره، تپه‌ای افقی وجود دارد که گمان می‌رود مربوط به اواخر دوره کوفون تا دوره نارا (نیمه دوم قرن هفتم تا قرن هشتم) باشد و «دره تودوروکی یوکوآنا کوفون» نامیده می‌شود. در نزدیکی آبشار فودو تودوروکی فودوسون قرار دارد که در دوره هی آن ساخته شده‌است. همچنین یک مکان دیدنی است که توسط توکیو تعیین شده‌است.

## دره تودوروکی
فلات موساشینو فلاتی پوشیده از لایه‌های متناوب لایه‌های سنگریزه نفوذپذیر به آب است که بر روی یک لایه رسی دریایی غیرقابل نفوذ نسبت به آب تشکیل شده‌است. در این محوطه اطراف رود چشمه‌های زیادی وجود دارد. دره تودوروکی دره ای است که در اثر فرسایش فلات توسط این مقدار زیاد آب چشمه به وجود آمده‌است. در پایین دره، گردشگاهی در پایین دست نزدیک ایستگاه تودوروکی وجود دارد. صخره‌های شیب دار حدود ۱۰ متری پوشیده از انبوهی از درختان است و حتی در تابستان نیز تاریک و خنک است. علاوه بر این، ضلع جنوبی در مجاورت محوطه معبد مانگانجی است که گفته می‌شود در دوره سنگوکو از فوکاساوا منتقل شده‌است و معبد تودوروکی فودوسون نیز یکی از ۳۶ مکان مقدس کانتو فودو است. و یک چایخانه به جز در زمستان در این دره وجود دارد که آن را به یکی از طبیعی‌ترین مکان‌ها برای استراحت در توکیو تبدیل می‌کند.

## رسیدن
- ایستگاه تودوروکی

## نگارخانه

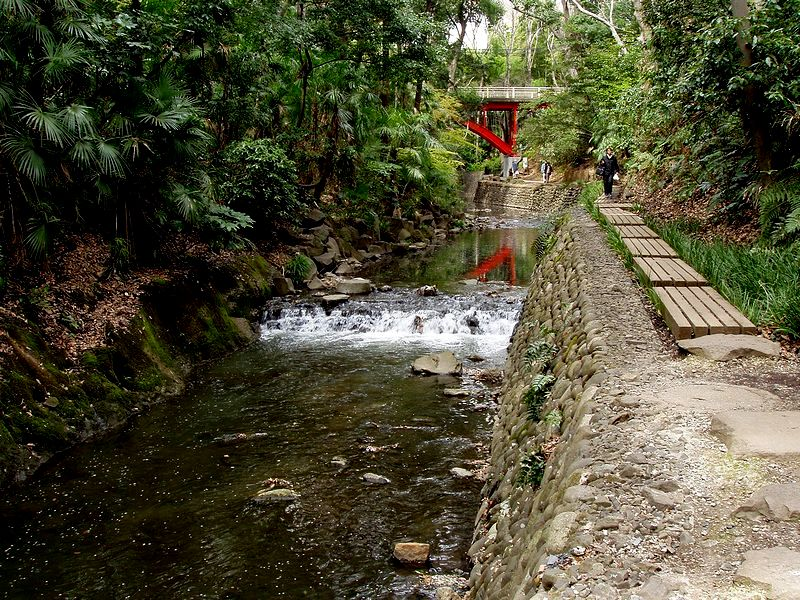
تودوروکی کیکوکو
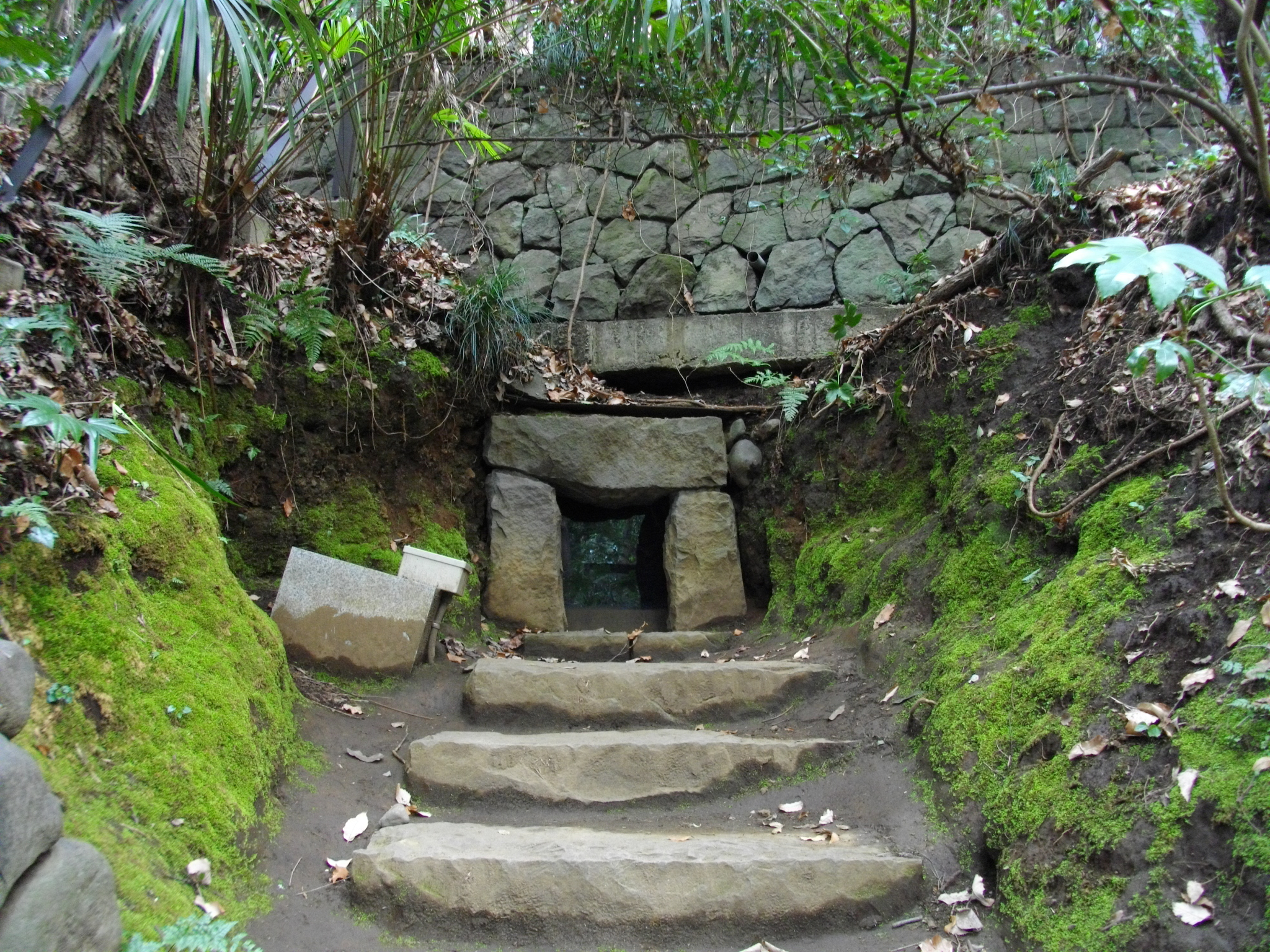
تودوروکی کیکوکو
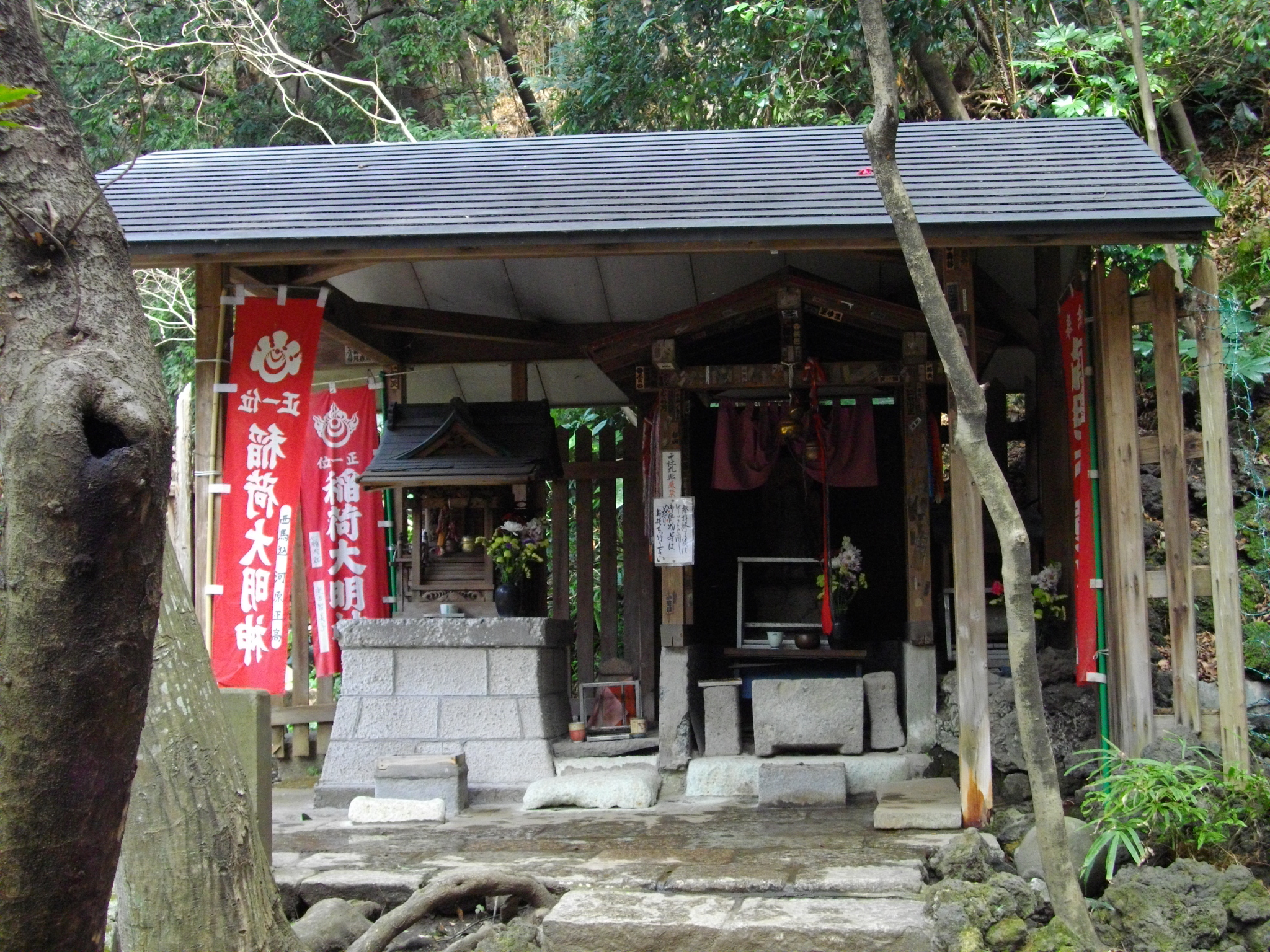
تودوروکی کیکوکو ایناری
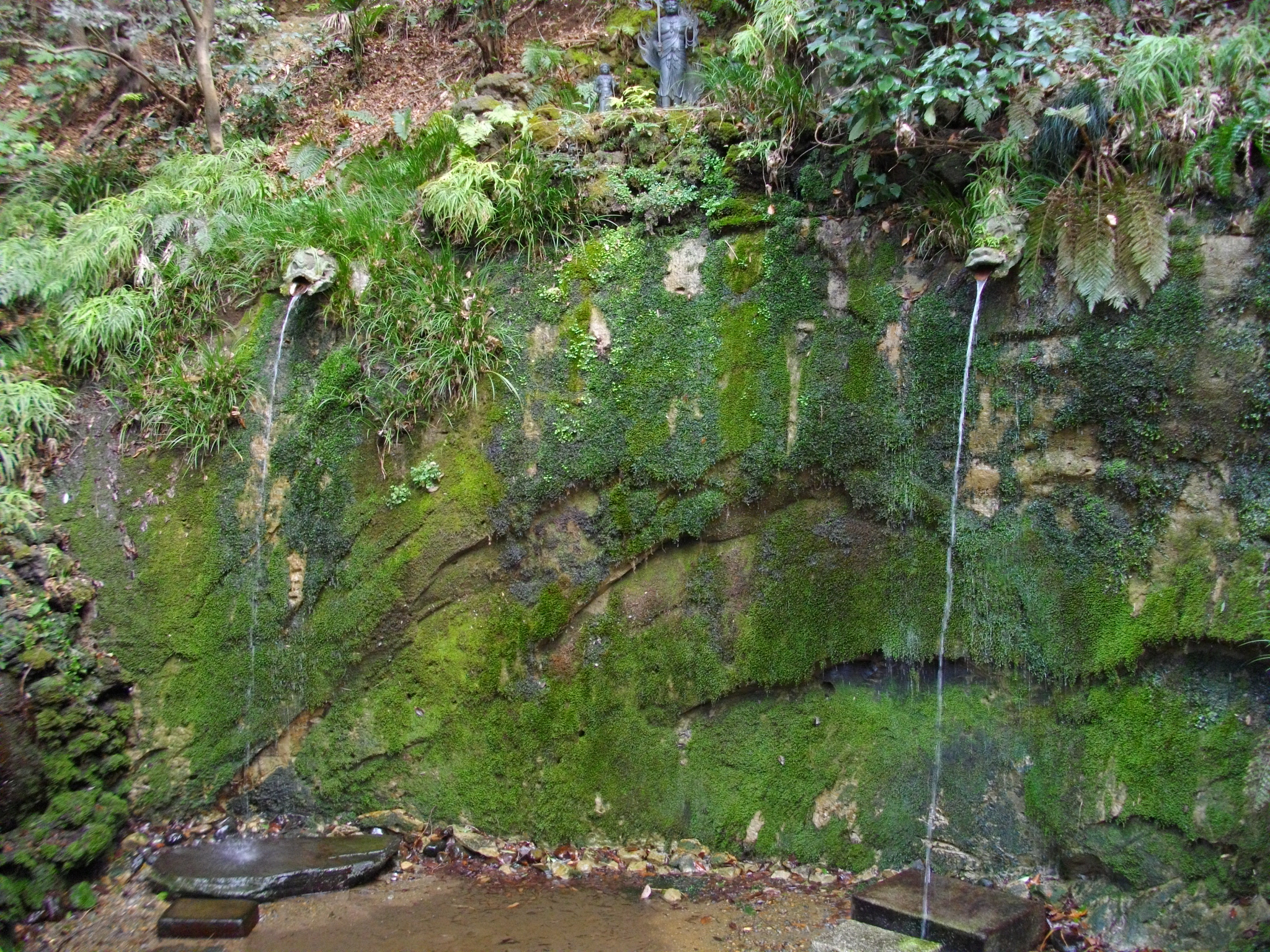
تودوروکی کیکوکو فودو نو تاکی
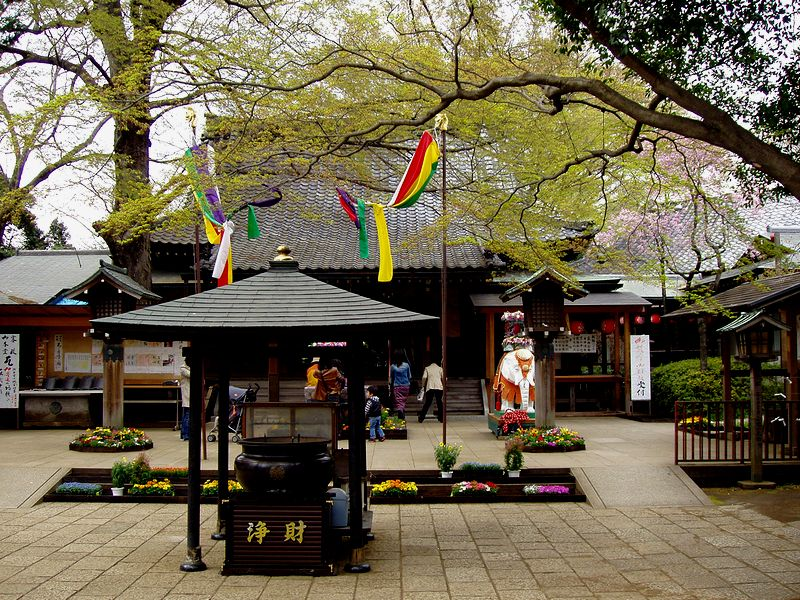